# Élections constituantes allemandes de 1919
L'élection de l’Assemblée nationale constituante allemande, dite assemblée nationale de Weimar, eut lieu le 19 janvier 1919. Il s'agissait des premières élections nationales depuis la Révolution allemande de 1918-1919 qui avait conduit à la chute de l'Empire. Ces élections avaient pour but la formation d'une Assemblée nationale constituante et le remplacement du Conseil des commissaires du peuple par un gouvernement ayant une légitimité démocratique.
Ces élections ont été les premières, au niveau national, à utiliser le système proportionnel et ainsi à abandonner la scrutin uninominal majoritaire à deux tours en vigueur sous l'Empire. Ce sont également les premières, depuis l'instauration du droit de vote des femmes. 37 femmes sont élues. Par ailleurs, le droit de vote est abaissé de 25 à 20 ans. Ces changements modifient profondement le corps électoral qui passe de 14 millions d'électeurs aux élections de 1912 à près de 37 millions à celles de 1919.
Elles portèrent au pouvoir une coalition entre le Parti social-démocrate (SPD), le Zentrum et le Parti démocrate (DDP).

## Résultats
|                          |                                                               |            |       |        |
| Parti                    | Parti                                                         | Voix       | %     | Sièges |
|                          | Parti social-démocrate d'Allemagne (SPD)                      | 11 509 048 | 37,86 | 163    |
|                          | Zentrum (Z)                                                   | 5 980 216  | 19,67 | 91     |
|                          | Parti démocrate allemand (DDP)                                | 5 641 825  | 18,56 | 75     |
|                          | Parti populaire national allemand (DNVP)                      | 3 121 479  | 10,27 | 44     |
|                          | Parti social-démocrate indépendant d’Allemagne (USPD)         | 2 317 290  | 7,62  | 22     |
|                          | Parti populaire allemand (DVP)                                | 1 345 638  | 4,43  | 19     |
|                          | Ligue des paysans de Bavière (BBB)                            | 275 125    | 0,91  | 4      |
|                          | Parti allemand hanovrien (DHP)                                | 77 226     | 0,25  | 1      |
|                          | Démocratie ouvrière et paysanne du Schleswig-Holstein (SHBLD) | 57 913     | 0,19  | 1      |
|                          | Alliance électorale provinciale du Brunswick (BLWV)           | 56 858     | 0,19  | 1      |
|                          | Autres                                                        | 17 668     | 0,06  | 0      |
|                          |                                                               |            |       |        |
| Suffrages exprimés       | Suffrages exprimés                                            | 30 400 286 | 99,59 |        |
| Votes invalides          | Votes invalides                                               | 124 562    | 0,41  |        |
| Total                    | Total                                                         | 30 524 848 | 100   | 421    |
| Abstentions              | Abstentions                                                   | 6 241 652  | 16,98 |        |
| Inscrits / participation | Inscrits / participation                                      | 36 766 500 | 83,02 |        |